# 後凹尾龍亞科
后凹尾龙亚科（学名：Opisthocoelicaudiinae）是晚白垩世泰坦巨龙类恐龙的一个演化支，被列为亚科。它由约翰·麦金托什在1990年命名。该亚科的物种分布于中国、蒙古和美国。Gonzalez等人（2009）将三个属归类于后凹尾龙亚科：阿拉摩龙、后凹尾龙（模式属）和柏利连尼龙，尽管Díez Díaz等人（2018年）在该分类群中只发现了阿拉摩龙和后凹尾龙。而后者的手部缺少腕骨和指骨。